# 2006-os sakkolimpia
A 37. nyílt és 22. női sakkolimpia Olaszországban, Torinóban zajlott 2006. május 20. és június 6. között. A verseny helyszíne az Oval Hall volt.
A sakkolimpia nyílt és női kategóriában került megrendezésre, a nyílt versenyen nők és férfiak egyaránt részt vehettek. A részt vevő csapatok és versenyzők száma mindkét kategóriában rekord volt a sakkolimpiák történetében. A nyílt kategóriában 148 csapat 873 fővel vett részt, akik között 246 nemzetközi nagymester és 163 nemzetközi mester volt; a női kategóriában 103 csapat 417 versenyzője indult, akik között 4 nemzetközi nagymester, 34 nemzetközi mester, 54 női nemzetközi mester és 74 női nemzetközi mester volt található.
A nyílt versenyen a címvédő Ukrajna válogatottja volt, akik ezúttal csak a 8. helyet szerezték meg. Az olimpiai bajnoki címet Örményország csapata szerezte meg Kína és az Egyesült Államok csapata előtt. A női versenyen a címvédő Kína csapata ezúttal csak a 3. helyen végzett, az első helyezett Ukrajna lett Oroszország előtt.
A magyar csapatok mindkét kategóriában az 5. helyen végeztek.

## A verseny menete
A versenyt svájci rendszerben 13 fordulóval rendezték meg. A nyílt versenyen a csapatok 6 főt nevezhettek, akik közül egy fordulóban négyen játszottak. A női versenyen négy fő nevezésére volt lehetőség, akik közül egy fordulóban hárman játszottak. A játékosok közötti erősorrendet előzetesen le kellett adni, és csak ebben a sorrendben ülhettek le a táblákhoz. Az erősorrendnek nem kellett megfelelnie az Élő-pontszám szerinti sorrendnek.
A helyezéseket a játékosok által megszerzett összpontszám alapján határozták meg. Egy játszmában a győzelemért 1 pont, a döntetlenért ½ pont, a vereségért 0 pont járt. Holtverseny esetén elsődlegesen a Buchholz-számítást alkalmazták, ha ez is egyenlő volt, akkor a mérkőzések szerinti pontszámot vették figyelembe. Ez utóbbinál a csapatgyőzelemért 2 pont, a döntetlenért 1 pont, a vereségért 0 pont járt.
Egy játszmában a játékosoknak fejenként 90 perc állt rendelkezésre a játék befejezéséig, ehhez az időhöz lépésenként még 30 másodperc többletidőt kaptak.

## Nyílt verseny

### Végeredmény
| H.  | Ország           | Játékosok | Kiemelés | Átlag FIDE-Élő-pontszám 2006 áprilisában | +  | = | - | Pont | B-szám |
| --- | ---------------- | --- | -------- | ---------------------------------------- | -- | - | - | ---- | ------ |
| 1.  | Örményország     | Levon Aronján, Vladimir Hakobján, Karen Aszrian, Szmbat Lputian, Gabriel Szargisszian, Artasesz Minaszjan                                    | 3        | 2682                                     | 10 | 3 | 0 | 36,0 |        |
| 2.  | Kína             | Bu Xiangzhi, Zhang Zhong, Zhang Pengxiang, Wang Yue, Ni Hua, Zhao Jun                                                                        | 12       | 2628                                     | 8  | 1 | 4 | 34.0 |        |
| 3.  | Egyesült Államok | Gata Kamsky, Alexander Onischuk, Nakamura Hikaru, Ildar Ibragimov, Gregory Kaidanov, Varuzhan Akobian                                        | 7        | 2656                                     | 9  | 3 | 1 | 33.0 | 392,5  |
| 4.  | Izrael           | Borisz Gelfand, Ilia Smirin, Emil Sutovsky, Boris Avrukh, Alexander Huzman, Victor Mikhalevski                                               | 6        | 2663                                     | 9  | 3 | 1 | 33,0 | 380,5  |
| 5.  | Magyarország     | Almási Zoltán, Gyimesi Zoltán, Berkes Ferenc, Balogh Csaba, Ruck Róbert, Horváth Ádám                                                        | 16       | 2610                                     | 7  | 4 | 2 | 32,5 |        |
| 6.  | Oroszország      | Vlagyimir Kramnyik, Peter Szvidler, Alekszandr Griscsuk, Alekszandr Morozevics, Jevgenyij Barejev, Szergej Rubljovszkij                      | 1        | 2730                                     | 7  | 2 | 4 | 32,0 | 410,5  |
| 7.  | Franciaország    | Étienne Bacrot, Joel Lautier, Andrei Sokolov, Laurent Fressinet, Maxime Vachier-Lagrave, Christian Bauer                                     | 5        | 2665                                     | 7  | 5 | 1 | 32,0 | 396,0  |
| 8.  | Ukrajna          | Vaszil Ivancsuk, Andrej Volokityin, Szergej Karjakin, Pavel Eljanov, Alekszandr Mojszejenko, Zahar Efimenko                                  | 4        | 2680                                     | 8  | 2 | 3 | 32,0 | 390,5  |
| 9.  | Bulgária         | Kiril Georgiev, Ivan Cheparinov, Aleksander Delchev, Vasili Spasov, IM Vladimir Petkov, IM Valentin Iotov                                    | 10       | 2633                                     | 7  | 2 | 4 | 32.0 | 385,0  |
| 10. | Spanyolország    | Aleksejs Širovs, Francisco Vallejo Pons, Miguel Illescas Cordoba, Julien Arizmendi Martinez, Pablo San Segundo Carrillo, Marc Narciso Dublan | 11       | 2628                                     | 7  | 4 | 2 | 32,0 | 377,5  |

### Egyéni eredmények
Egyéni érmet az a három játékos szerezhetett, aki Élő-pontszám tekintetében a teljes mezőnyben a legjobban teljesített és legalább nyolc partit játszott. Érmeket táblánként is osztottak az elért százalékos eredmény alapján a legalább nyolcat játszóknak az első négy táblán, valamint a legalább hét játszmát játszó tartalékok között. Azonos százalékos eredmény esetén az kapta az érmet, aki többször játszott, és ha még ez is egyenlő volt, akkor a jobb Élő-pont teljesítményérték döntött.

#### Legjobb Élő-pont teljesítmény
| Játékos            | Ország        | 2006. áprilisi Élő-pontszám | Táblája | Játszott partik | Elért pontok | Élő-teljesítmény |
| ------------------ | ------------- | --------------------------- | ------- | --------------- | ------------ | ---------------- |
| Vlagyimir Kramnyik | Oroszország   | 2729                        | 1       | 9               | 6,5          | 2847             |
| Wang Yue           | Kína          | 2598                        | 4       | 12              | 10,0         | 2837             |
| Étienne Bacrot     | Franciaország | 2708                        | 1       | 8               | 6,0          | 2833             |
| Magnus Carlsen     | Norvégia      | 2646                        | 1       | 8               | 6,0          | 2820             |
| Szergej Karjakin   | Ukrajna       | 2661                        | 3       | 11              | 8,5          | 2798             |
| Bu Xiangzhi        | Kína          | 2640                        | 1       | 12              | 8,0          | 2790             |
| David Navara       | Csehország    | 2658                        | 1       | 12              | 8,5          | 2786             |
| Vladimir Hakobján  | Örményország  | 2706                        | 2       | 12              | 9,0          | 2778             |
| Levon Aronján      | Örményország  | 2756                        | 1       | 11              | 7,0          | 2768             |
| Joel Lautier       | Franciaország | 2682                        | 2       | 11              | 8,0          | 2759             |

#### Táblaérmek
Első tábla
| Játékos                   | Csapat     | 2006. áprilisi Élő-pontszám | Játszmák | Elért pontok | Százalék |
| ------------------------- | ---------- | --------------------------- | -------- | ------------ | -------- |
| Mohyuddin Gillani Tanveer | Pakisztán  | 2279                        | 8        | 7,0          | 87,5     |
| GM Evgenij Ermenkov       | Palesztina | 2462                        | 10       | 8,5          | 85,0     |
| GM Hichem Hamdouchi       | Marokkó    | 2559                        | 10       | 7,5          | 75,0     |

Második tábla
| Játékos               | Csapat    | 2006. áprilisi Élő-pontszám | Játszmák | Elért pontok | Százalék |
| --------------------- | --------- | --------------------------- | -------- | ------------ | -------- |
| IM Josep Oms Pallise  | Andorra   | 2496                        | 11       | 9,0          | 81,8     |
| Brian Dew             | Hongkong  | 2147                        | 9        | 7,0          | 77,8     |
| IM Eduardo Iturrizaga | Venezuela | 2397                        | 11       | 8,5          | 77,3     |

Harmadik tábla
| Játékos                    | Csapat        | 2006. áprilisi Élő-pontszám | Játszmák | Elért pontok | Százalék |
| -------------------------- | ------------- | --------------------------- | -------- | ------------ | -------- |
| Manuel Larrea              | Uruguay       | 2278                        | 8        | 7,0          | 87,5     |
| GM Rafael Leitao           | Brazília      | 2575                        | 10       | 8,0          | 80,0     |
| GM Miguel Illescas Cordoba | Spanyolország | 2608                        | 9        | 7,0          | 77,8     |

Negyedik tábla
| Játékos          | Csapat       | 2006. áprilisi Élő-pontszám | Játszmák | Elért pontok | Százalék |
| ---------------- | ------------ | --------------------------- | -------- | ------------ | -------- |
| GM Wang Yue      | Kína         | 2598                        | 12       | 10,0         | 83,3     |
| GM Robert Zelcic | Horvátország | 2525                        | 12       | 9,0          | 75,0     |
| GM Boris Avrukh  | Izrael       | 2633                        | 10       | 7,5          | 75,0     |

Ötödik tábla (első tartalék)
| Játékos               | Csapat    | 2006. áprilisi Élő-pontszám | Játszmák | Elért pontok | Százalék |
| --------------------- | --------- | --------------------------- | -------- | ------------ | -------- |
| FM Basheer Al-Qudaimi | Jemen     | 2396                        | 7        | 7,0          | 100,0    |
| Amer Karim            | Pakisztán | 2260                        | 8        | 7,5          | 93,8     |
| Ali Laith             | Irak      | 2179                        | 7        | 6,5          | 92,9     |

Hatodik tábla (második tartalék)
| Játékos                 | Csapat      | 2006. áprilisi Élő-pontszám | Játszmák | Elért pontok | Százalék |
| ----------------------- | ----------- | --------------------------- | -------- | ------------ | -------- |
| Phiri Richmond          | Zambia      | Élő nélkül                  | 7        | 6,5          | 92,9     |
| Hirawan Pg Mohd Omar Ak | Brunei      | 2335                        | 7        | 6,5          | 92,9     |
| Hameedullah Haidary     | Afganisztán | Élő nélkül                  | 9        | 7,5          | 83,3     |

### A magyar eredmények
| Forduló                            | Ellenfél                           | Almási Zoltán 2657     | Almási Zoltán 2657 | Gyimesi Zoltán 2614    | Gyimesi Zoltán 2614 | Berkes Ferenc 2593      | Berkes Ferenc 2593 | Balogh Csaba 2576        | Balogh Csaba 2576 | Ruck Róbert 2537   | Ruck Róbert 2537 | Horváth Ádám 2532         | Horváth Ádám 2532 | Pont |
| ---------------------------------- | ---------------------------------- | ---------------------- | ------------------ | ---------------------- | ------------------- | ----------------------- | ------------------ | ------------------------ | ----------------- | ------------------ | ---------------- | ------------------------- | ----------------- | ---- |
| 1                                  | Dominikai Köztársaság              |                        |                    | Mateo 2401             | 1                   | Muñoz 2342              | 1                  | Hernández G. 2322        | 1                 |                    |                  | Mazara 2189               | ½                 | 3½   |
| 2                                  | Ecuador                            | Matamoros Franco 2509  | ½                  | Medina M. 2398         | ½                   | Pazos 2371              | 1                  |                          |                   | Guerra Tulcan 2299 | ½                |                           |                   | 2½   |
| 3                                  | Portugália                         | Gelgo 2543             | 1                  | Fernando 2467          | ½                   | Dâmaso 2452             | ½                  | Fernandes 2460           | 1                 |                    |                  |                           |                   | 3    |
| 4                                  | India                              | Visuvanádan Ánand 2803 | ½                  |                        |                     | Sasikiran 2692          | ½                  | Pendjála Harikrisna 2680 | ½                 | Ganguly 2578       | 0                |                           |                   | 1½   |
| 5                                  | Svájc                              | Viktor Korcsnoj 2611   | ½                  | Pelletier 2570         | ½                   |                         |                    | Jenni 2510               | ½                 |                    |                  | Forster 2496              | ½                 | 2    |
| 6                                  | Lettország                         | Frīdmans 2562          | 1                  | Miezis 2496            | 1                   | Svešņikovs 2524         | ½                  | Meijers 2482             | ½                 |                    |                  |                           |                   | 3    |
| 7                                  | Bulgária                           | Georgiev K. 2677       | 0                  | Cheparinov 2635        | 1                   | Delchev 2640            | 0                  |                          |                   | Iotov 2432         | ½                |                           |                   | 1½   |
| 8                                  | Spanyolország                      | Vallejo Pons 2666      | ½                  | Illescas Córdoba 2608  | ½                   | Arizmendi Martínez 2640 | ½                  |                          |                   |                    |                  | San Segundo Carrillo 2525 | ½                 | 2    |
| 9                                  | Bosznia-Hercegovina                | Kurajica 2548          | ½                  | Predojević 2566        | ½                   | Stojanović 2492         | 1                  | Šarić 2476               | ½                 |                    |                  |                           |                   | 2½   |
| 10                                 | Szlovákia                          |                        |                    | Ftáčnik 2597           | ½                   | Štohl 2538              | 1                  | Markoš 2492              | 1                 | Petrik 2515        | ½                |                           |                   | 3    |
| 11                                 | Dánia                              | Nielsen 2646           | ½                  | Hansen S. 2555         | ½                   |                         |                    | Hansen L. 2560           | ½                 |                    |                  | Schandorff 2521           | ½                 | 2    |
| 12                                 | Izland                             | Stefánsson 2579        | 1                  | Hjartarson 2619        | 1                   | Danielsen 2520          | 1                  | Kristjánsson 2480        | 1                 |                    |                  |                           |                   | 4    |
| 13                                 | Örményország                       | Levon Aronján 2756     | ½                  | Vladimir Hakobján 2706 | ½                   | Asrian 2646             | ½                  | Gabriel Szargiszjan 2612 | ½                 |                    |                  |                           |                   | 2    |
| Szerzett pontszám (Játszmák száma) | Szerzett pontszám (Játszmák száma) | 6½ (11)                | 6½ (11)            | 8 (12)                 | 8 (12)              | 7½ (11)                 | 7½ (11)            | 7 (10)                   | 7 (10)            | 1½ (4)             | 1½ (4)           | 2 (4)                     | 2 (4)             |      |
| Teljesítményérték                  | Teljesítményérték                  | 2692                   | 2692               | 2677                   | 2677                | 2656                    | 2656               | 2656                     | 2656              | 2369               | 2369             | 2433                      | 2433              |      |

## A női verseny
A 22. női sakkolimpián 99 nemzet 103 csapata indult el. A versenyt Ukrajna csapata nyerte Oroszország és Kína előtt. A magyar válogatott holtversenyben a 4-7. helyen, a holtversenyt eldöntő Buchholz-számítás szerint az 5. helyen végzett.

### Végeredmény
| H. | Ország                    | Versenyzők                                                                                    | Átlag Élő-pontszám | Pont | Buchholz |
| -- | ------------------------- | --------------------------------------------------------------------------------------------- | ------------------ | ---- | -------- |
| 1  | Ukrajna                   | Natalija Zsukova, Katyerina Lahno, Inna Gaponenko, Anna Usenyina                              | 2441               | 29½  |          |
| 2  | Oroszország               | Alekszandra Kosztyenyuk, Tatyjana Koszinceva, Nagyezsda Koszinceva, Jekatyerina Kovalevszkaja | 2499               | 28   |          |
| 3  | Kína                      | Csao Hszüe, Vang Jü, Sen Jang, Hou Ji-fan                                                     | 2408               | 27½  |          |
| 4  | Amerikai Egyesült Államok | Anna Zatonskih, Irina Krush, Rusudan Goletiani, Camilla Baginskaite                           | 2414               | 24½  | 307,0    |
| 5  | Magyarország              | Hoang Thanh Trang, Mádl Ildikó, Vajda Szidónia, Gara Anita                                    | 2426               | 24½  | 306,0    |
| 6  | Grúzia                    | Nino Khurtsidze, Nana Dzagnidze, Lela Javakhishvili, Maia Lomineishvili                       | 2430               | 24½  | 305,5    |
| 7  | Hollandia                 | Peng Zhaoqin, Tea Bosboom-Lanchava, Petra Schuurman, Bianca Muhren                            | 2344               | 24½  | 276,5    |
| 8  | Örményország              | Lilit Mkrtchian, Elina Danielian, Nelly Aginian, Siranush Andriasian                          | 2402               | 24   | 299,0    |
| 9  | Szlovénia                 | Anna Muzicsuk, Ana Srebrnič, Jana Krivec, Ksenija Novak                                       | 2348               | 24   | 286,0    |
| 10 | Csehország                | Jana Jacková, Kateřina Čedíková, Olga Sikorová, Petra Blažková                                | 2302               | 24   | 270,5    |

### Egyéni eredmények
Egyéni érmet az a három játékos szerezhetett, aki Élő-pontszám tekintetében a teljes mezőnyben a legjobban teljesített és legalább nyolc partit játszott. Érmeket táblánként is osztottak az elért százalékos eredmény alapján a legalább nyolcat játszóknak az első négy táblán, valamint a legalább hét játszmát játszó tartalékok között. Azonos százalékos eredmény esetén az kapta az érmet, aki többször játszott, és ha még ez is egyenlő volt, akkor a jobb Élő-pont teljesítményérték döntött.

#### Legjobb Élő-pont teljesítmény
| Játékos             | Ország      | 2006. áprilisi Élő-pontszám | Táblája | Játszott partik | Elért pontok | Élő-teljesítmény |
| ------------------- | ----------- | --------------------------- | ------- | --------------- | ------------ | ---------------- |
| Csao Hszüe          | Kína        | 2423                        | 1       | 13              | 10           | 2617             |
| Tatyjana Koszinceva | Oroszország | 2489                        | 2       | 12              | 9½           | 2598             |
| Hou Ji-fan          | Kína        | 2298                        | 1.tart. | 13              | 11           | 2596             |

#### Táblaérmek
Első tábla
| Játékos                 | Csapat    | 2006. áprilisi Élő-pontszám | Játszmák | Elért pontok | Százalék |
| ----------------------- | --------- | --------------------------- | -------- | ------------ | -------- |
| Lubov Zsiltsova-Lisenko | IBCA      | 2263                        | 10       | 9            | 90       |
| Hassane Eman Al-Rufei   | Irak      | 2118                        | 8        | 7            | 87,5     |
| Sarai Sánchez Castillo  | Venezuela | 2176                        | 11       | 9            | 81,8     |

Második tábla
| Játékos             | Csapat      | 2006. áprilisi Élő-pontszám | Játszmák | Elért pontok | Százalék |
| ------------------- | ----------- | --------------------------- | -------- | ------------ | -------- |
| Fiona Steil-Antoni  | Luxemburg   | 1968                        | 12       | 10           | 83,3     |
| Katyerina Lahno     | Ukrajna     | 2468                        | 10       | 8            | 80       |
| Tatyjana Koszinceva | Oroszország | 2397                        | 12       | 9½           | 79,2     |

Harmadik tábla
| Játékos                 | Csapat                  | 2006. áprilisi Élő-pontszám | Játszmák | Elért pontok | Százalék |
| ----------------------- | ----------------------- | --------------------------- | -------- | ------------ | -------- |
| Nora Mohd Saleh         | Egyesült Arab Emírségek | 1925                        | 8        | 7,0          | 87,5     |
| Inna Yanovska-Gaponenko | Ukrajna                 | 2430                        | 9        | 7            | 77,8     |
| Lela Javakhishvili      | Grúzia                  | 2410                        | 11       | 8½           | 77,3     |

Negyedik tábla (tartalék)
| Játékos        | Csapat           | 2006. áprilisi Élő-pontszám | Játszmák | Elért pontok | Százalék |
| -------------- | ---------------- | --------------------------- | -------- | ------------ | -------- |
| Tatjana Berlin | Fehéroroszország | 2207                        | 8        | 7            | 87,5     |
| Hou Ji-fan     | Kína             | 2298                        | 13       | 11           | 84,6     |
| Rahal Mawadda  | Líbia            | 1601                        | 8        | 6½           | 81,3     |

### A magyar eredmények
| Forduló                            | Ellenfél                           | Hoang Thanh Trang 2487       | Hoang Thanh Trang 2487 | Mádl Ildikó 2387         | Mádl Ildikó 2387 | Vajda Szidónia 2403     | Vajda Szidónia 2403 | Gara Anita 2367     | Gara Anita 2367 | Pont |
| ---------------------------------- | ---------------------------------- | ---------------------------- | ---------------------- | ------------------------ | ---------------- | ----------------------- | ------------------- | ------------------- | --------------- | ---- |
| 1                                  | Ausztria                           | Mira 2140                    | 1                      | Kopinits 2078            | 1                | Sommer 2047             | 1                   |                     |                 | 3    |
| 2                                  | Svájc                              | Heinatz 2277                 | 1                      | Seps 2247                | ½                |                         |                     | Hund 2261           | 1               | 2½   |
| 3                                  | Izrael                             | Klinova 2357                 | ½                      |                          |                  | Borsuk 2341             | ½                   | Igla 2288           | 0               | 1    |
| 4                                  | Franciaország                      | Skripchenko 2423             | 1                      | Leconte 2345             | ½                | Lallemand 2243          | 1                   |                     |                 | 2½   |
| 5                                  | Kína                               | Csao Hszüe 2423              | ½                      | Shen Yang 2411           | 1                | Hou Ji-fan 2298         | 1                   |                     |                 | 2½   |
| 6                                  | Oroszország                        | Alekszandra Kosztyenyuk 2540 | ½                      | Tatyjana Koszinceva 2489 | ½                | Kovalevszkaja 2460      | 0                   |                     |                 | 1    |
| 7                                  | Észtország                         | Tsõganova 2267               | 1                      | Gansvind 2267            | ½                |                         |                     | Pärnpuu 2172        | 1               | 2½   |
| 8                                  | Ukrajna                            | Lahno 2468                   | 1                      | Yanovska-Gaponenko 2430  | 0                | Anna Usenyina 2397      | 0                   |                     |                 | 1    |
| 9                                  | Grúzia                             | Khurtsidze 2426              | ½                      | Javakhishvili 2410       | 0                |                         |                     | Lomineishvili 2395  | 0               | ½    |
| 10                                 | Vietnám                            | Nguyễn Thị Thanh An 2317     | ½                      |                          |                  | Hoàng Thị Bảo Trâm 2349 | 1                   | Phạm Bích Ngọc 2080 | ½               | 2    |
| 11                                 | Horvátország                       | Medić 2239                   | 1                      | Stock 2200               | ½                | Maček 2243              | ½                   |                     |                 | 2    |
| 12                                 | Hollandia                          | Peng 2395                    | 0                      | Schuurman 2258           | ½                |                         |                     | Muhren 2253         | 1               | 1½   |
| 13                                 | Görögország                        | Dembo Jelena 2464            | 1                      |                          |                  | Botsari 2341            | ½                   | Makropoulou 2305    | 1               | 2½   |
| Szerzett pontszám (Játszmák száma) | Szerzett pontszám (Játszmák száma) | 9½ (13)                      | 9½ (13)                | 5 (10)                   | 5 (10)           | 5½ (9)                  | 5½ (9)              | 4½ (7)              | 4½ (7)          |      |
| Teljesítményérték                  | Teljesítményérték                  | 2539                         | 2539                   | 2314                     | 2314             | 2382                    | 2382                | 2353                | 2353            |      |

## ANona Gaprindasvilitrófea
A Nona Gaprindasvili trófeát az az ország kapja, amelynek csapatai a nyílt és a női versenyen összesen a legtöbb csapatpontot szerezték. Holtverseny esetén a Buchholz-számítás szerinti pontszámuk összegét vették figyelembe.
| Hely. | Nemzet                    | Csapatpontszám nyílt | Csapatpontszám női | Összesen | Össz. B-sz. |
| ----- | ------------------------- | -------------------- | ------------------ | -------- | ----------- |
|       | Kína                      | 34                   | 27½                | 61½      | 700,5       |
|       | Ukrajna                   | 32                   | 29½                | 61½      | 689,5       |
|       | Örményország              | 36                   | 24                 | 60       |             |
| 4     | Oroszország               | 32                   | 28                 | 60       |             |
| 5     | Amerikai Egyesült Államok | 33                   | 24½                | 57½      |             |
| 6     | Magyarország              | 32½                  | 24½                | 57       |             |